# NGC 4458
NGC 4458 (również PGC 41095 lub UGC 7610) – galaktyka eliptyczna (E), znajdująca się w gwiazdozbiorze Panny. Została odkryta 12 kwietnia 1784 roku przez Williama Herschela. Należy do gromady galaktyk w Pannie i wchodzi w skład Łańcucha Markariana.